# سیارک ۲۴۱۲۵
سیارک ۲۴۱۲۵ (به انگلیسی: 24125 Sapphozoe، نامگذاری:1999VS36) بیست و چهار هزار و صد و بیست و پنجمین سیارک کشف شده‌است که در ۳ نوامبر ۱۹۹۹ کشف شد.
قدر مطلق سیارک برابر ۱۷.۰ است.